# Ana Rente
Ana Patrícia Robert de Oliveira Rente (nasceu a 27 de abril de 1988 em Coimbra, Portugal) é uma ginasta portuguesa de reconhecido mérito de ginástica de trampolim. 
Estudante de medicina, Ana Rente obteve a medalha de bronze na final individual feminina da taça do mundo de trampolim em 2004 que decorreu em São Petersburgo, na Rússia. A ginasta portuguesa, que tivera alcançado a sétima posição nas qualificações, conseguiu um lugar no pódio, ficando atrás de duas ginastas chinesas, segundo informação da Federação de Ginástica de Portugal. Este resultado assegurou a subida da atleta ao nível 2 do projeto olímpico de Londres 2012. 
Ana participou nos Jogos Olímpicos de Verão de 2008 em Pequim na prova dos trampolins, estabelecendo-se em 16º lugar no trampolim feminino, e noutros quatro campeonatos do mundo. 
Em 2012 foi apurada para competir nos Jogos Olímpicos de Londres.